# Castelnau-d’Estrétefonds
Castelnau-d’Estrétefonds ist eine französische Gemeinde im Département Haute-Garonne in der Region Okzitanien mit 6915 Einwohnern (Stand: 1. Januar 2022). Sie gehört zum Arrondissement Toulouse und zum Kanton Villemur-sur-Tarn. Die Einwohner werden Estrétefontain(ne)s genannt.

## Geographie
Castelnau-d’Estrétefonds liegt etwa 20 Kilometer nordwestlich von Toulouse an den Flüssen Girou und Hers-Mort und grenzt an das Département Tarn-et-Garonne. Sie erstreckt sich über eine Fläche von 45,8 km² auf Höhen zwischen 101 und 189 m über dem Meer. Umgeben wird Castelnau-d’Estrétefonds von den Nachbargemeinden Pompignan und Saint-Rustice im Norden, Fronton im Nordosten, Bouloc im Osten, Villeneuve-lès-Bouloc im Südosten, Saint-Sauveur und Saint-Jory im Süden, Grenade im Südwesten und Westen, Ondes im Westen und Grisolles im Nordwesten.

## Geschichte
Die Ortsbezeichnung ist seit dem 10. Jahrhundert bekannt. Bereits im 9. Jahrhundert dürfte hier am Jakobsweg den Pilgern Herberge geboten worden sein.
Als sich Frankreich im Zweiten Weltkrieg unter deutscher Besatzung befand, lebte in Castelnau-d’Estrétefonds ein Italiener, der als Kollaborateur bekannt war. Nach der Befreiung zeigte er sich wenig einsichtig. Als 1950 ein Gericht höherer Instanz ihm die Rückerstattung von ihm wegen seiner Aktivität im Schwarzmarkt zunächst konfiszierten Vermögenswerten zusprach, brachen in der Bevölkerung Unruhen aus. Auch wenn zahlreiche Italiener in der Résistance gegen die Besatzung gekämpft hatten, wuchs die Italophobie, die im Süden Frankreichs eine lange Geschichte hat.

### Bevölkerungsentwicklung
| Jahr                       | 1962 | 1968 | 1975 | 1982 | 1990 | 1999 | 2006 | 2017 | 2020 |
| Einwohner                  | 1240 | 1432 | 1570 | 1853 | 2518 | 2812 | 4560 | 6334 | 6689 |
| Quellen: Cassini und INSEE |      |      |      |      |      |      |      |      |      |

## Verkehr
Durch die Gemeinde führen die Autoroute A62 und die frühere Route nationale 20. Der Ort liegt ferner an der Bahnstrecke Bordeaux–Sète und wird im Regionalverkehr mit TER-Zügen bedient.

## Sport
Im Jahr 2025 soll die Tour de France auf der 11. Etappe durch die Gemeinde Castelnau-d’Estrétefonds führen. Auf der D29 soll mit der Côte de Castelnau-d’Estrétefonds (218 m) eine Bergwertung der 4. Kategorie abgenommen werden. Insgesamt weist der Anstieg auf einer Länge von 1,4 Kilometern eine durchschnittliche Steigung von 6,6 % auf.

## Sehenswürdigkeiten
Siehe auch: Liste der Monuments historiques in Castelnau-d’Estrétefonds

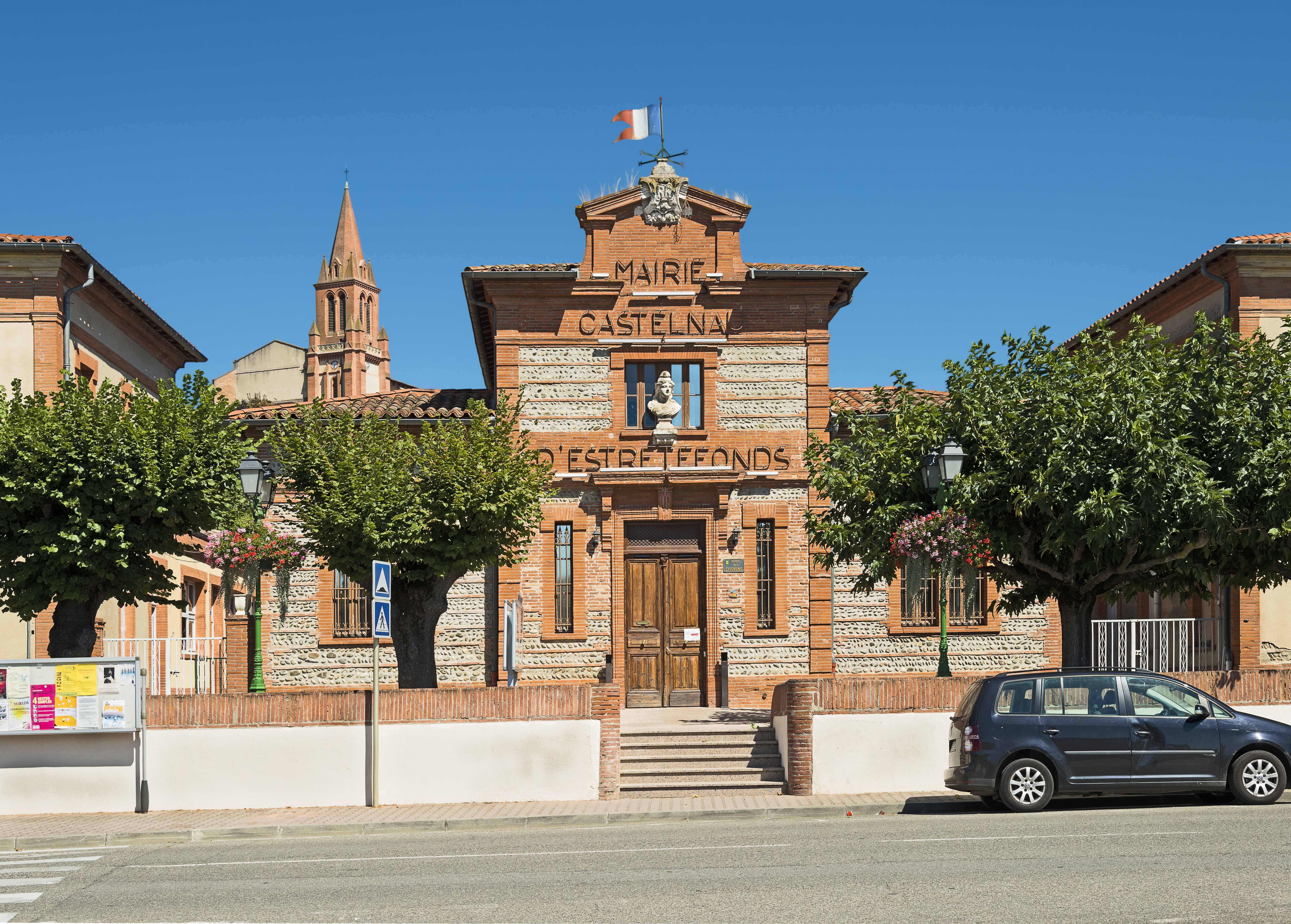
Rathaus

- Kirche Saint-Martin
- Rathaus
- Château de Castelnau